# Pycnoclavella filamentosa
Pycnoclavella filamentosa is een zakpijpensoort uit de familie van de Pycnoclavellidae. De wetenschappelijke naam van de soort is voor het eerst geldig gepubliceerd in 2005 door Kott.